# Coppa di Romania di pallacanestro maschile
La Coppa di Romania (in rumeno Cupa României) è il secondo trofeo rumeno di pallacanestro maschile dopo il campionato Diviza A.

## Albo d'oro
- 1954 -
- 1955 -
- 1956 -
- 1957 -
- 1958 -
- 1959 -
- 1960 -
- 1961 -
- 1962 -
- 1963 -
- 1964 -
- 1965 -
- 1966 -  Steaua Bucarest
- 1967 -  Dinamo Bucarest
- 1968 -  Dinamo Bucarest
- 1969 -  Dinamo Bucarest
- 1970 -
- 1971 -
- 1972 -
- 1973 -
- 1974 -

- 1975 -
- 1976 -
- 1977 -
- 1978 -
- 1979 -
- 1980 -  Dinamo Bucarest
- 1981 -  Steaua Bucarest
- 1982 -
- 1983 -
- 1984 -
- 1985 -
- 1986 -
- 1987 -
- 1988 -
- 1989 -
- 1990 -
- 1991 -
- 1992 -
- 1993 -
- 1994 -
- 1995 -  U Cluj

- 1996 -
- 1997 -
- 1998 -
- 1999 -
- 2000 -
- 2001 -
- 2002 -
- 2003 -
- 2004 -  Asesoft Ploiești
- 2005 -  Asesoft Ploiești
- 2006 -  Asesoft Ploiești
- 2007 -  Asesoft Ploiești
- 2008 -  Asesoft Ploiești
- 2009 -  Asesoft Ploiești
- 2010 -  BC Timișoara
- 2011 -  Gaz Metan Mediaș
- 2012 -  Pitești
- 2013 -  Gaz Metan Mediaș
- 2014 -  Energia Târgu Jiu
- 2015 -  BC Timișoara
- 2016 -  U Cluj

- 2017 -  U Cluj
- 2018 -  U Cluj
- 2019 -  Sibiu
- 2020 -  U Cluj
- 2021 - CSO Voluntari
- 2022 - CSO Voluntari
- 2023 -  U Cluj
- 2024 -  U Cluj
- 2025 -  CSO Voluntari